# 2월 30일
그레고리력에서 2월 30일은 존재하지 않는 날짜이며, 2월은 28일 또는 29일로 끝난다. 하지만 몇몇 역법에 따라서는 2월 30일을 사용한 기록도 있으며, 편의상 한 달을 무조건 30일로 계산하는 방법도 있다.

## 스웨덴

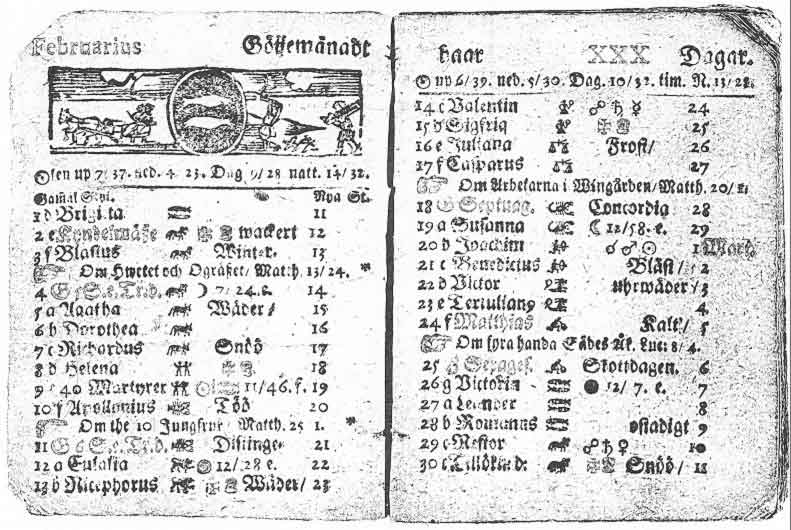
스웨덴의 1712년 2월 달력

율리우스력을 쓰던 스웨덴 제국은 그레고리력으로 전환하기 위해 1700년부터 다음 40년 동안 윤날을 건너 뛰기로 했다. 1700년 2월은 계획대로 윤일이 빠졌지만, 2년 후 벌어진 대북방 전쟁으로 1704년과 1708년은 윤년이 되었다.
이 시점에서 스웨덴력은 율리우스력보다는 1일 빠르고, 그레고리력보다는 10일 늦게 되었다. 혼란을 막기 위해 1712년에 다시 율리우스력으로 돌아 왔으며, 1700년에 빠졌던 윤일을 1712년 2월 30일로 추가했다. 이 날짜는 율리우스력으로 2월 29일, 그레고리력으로 3월 11일에 해당한다. 스웨덴은 결국 1753년에 2월 18일부터 2월 28일까지의 11일을 건너 뛰어서 그레고리력을 받아 들였다.

## 율리우스력
13세기의 학자 요하네스 데 사크로보스코는 원래 율리우스력이 기원전 45년부터 8년 사이에 윤년에는 30일까지 있었으나, 아우구스투스가 자신의 이름이 붙은 8월의 길이를 카이사르의 이름이 붙은 7월과 같도록 조정하면서 줄었다고 주장했다. 그러나 역사적 사료를 보면 이 의견은 맞지 않다.

## 소비에트 연방
많은 문헌에서 소비에트 연방에서 1929년부터 1940년까지 한 달을 30일로 하는 달력을 썼다고 이야기하고 있으나, 실제 쓰인 달력은 그레고리력이다. 따라서 소비에트 연방 달력에서 2월 30일이 쓰인 적이 없다.

## 에티오피아 연방 공화국
에티오피아력은 13월로 구성되어 있는데, 1월부터 12월까지는 30일로 동일하며, 13월은 5일(평년) 또는 6일(윤년)로 이루어져 있다. 따라서 에티오피아에서는 2월 30일이 존재한다.

## 같이 보기
- 2월 29일
- 3월 0일
- 역법 개혁
- 음력 2월 30일